# Foresight Linux
Foresight Linux (engl., zu deutsch ‚Blick in die Zukunft‘ oder „Voraussicht“) war eine auf rPath Linux (damals noch Specifix Linux) basierte Linux-Distribution mit dem Ziel, die jeweils aktuelle – bzw. aus Sicht anderer Distributionen – kommende Version der Oberflächen Gnome, KDE, LXDE und Xfce zu präsentieren. Als Paketverwaltungs-Software kam das von rPath Linux entwickelte Conary zum Einsatz, das bei einem Update eines Pakets nur geänderte Daten der neuen Paketversion herunterlädt.
Die Anfänge der Distribution sind kaum dokumentiert, Distrowatch führt als älteste Meldung eine Version 0.6 vom März 2005. Foresight Linux erhielt von Ars Technica den 2008 Ovatio Awards und wurde — zusammen mit openSUSE — zur Distro of the Year ausgezeichnet.
Am 12. Mai 2015 gaben die Entwickler die Einstellung der Distribution bekannt.

## Belege
1. ↑  Foresight Linux Downloadseite. 31. März 2013, abgerufen am 14. Oktober 2014.
2. ↑  Foresight Linux 1.4 freigegeben. Pro-Linux, 20. September 2007, abgerufen am 6. August 2008.
3. ↑  Conary (Memento vom 26. Januar 2013 im Internet Archive)
4. ↑  Ladislav Bodnar: Letzte Nachrichten und Updates – Foresight. In: DistroWatch. Abgerufen am 6. August 2008 (englisch).
5. ↑  Ars Staff: The 2008 Ovatio Awards. In: Ars Technica. CondéNet Inc., 3. Dezember 2008, abgerufen am 23. Dezember 2008 (englisch).
6. ↑  Foresight Linux Project announces its retirement. 12. Mai 2015, archiviert vom Original (nicht mehr online verfügbar) am 24. Mai 2015; abgerufen am 21. Mai 2015 (englisch).  Info: Der Archivlink wurde automatisch eingesetzt und noch nicht geprüft. Bitte prüfe Original- und Archivlink gemäß Anleitung und entferne dann diesen Hinweis.